# Nationale Volkspartij (Zuid-Afrika)
De Nationale Volkspartij (Engels: National People's Party) was een politieke partij in Zuid-Afrika die in 1981 werd opgericht door Amichand Rajbansi en vertegenwoordigde de belangen van de Indiërs in dat land.

## Geschiedenis
De NPP werd in 1981 opgericht en domineerde aanvankelijk de Zuid-Afrikaanse Indiase Raad (SAIC), de door de apartheidsregering ingestelde raad die enige vorm van zeggenschap had over de Indiase gemeenschap van Zuid-Afrika. Bij de instelling van het Driekamerparlement in 1984 werd een van de Kamers, de Raad van Afgevaardigden was aangewezen als volksvertegenwoordiging voor de Indiërs. Bij de verkiezingen van 1984 won de NPP 18 van de 40 zetels in de Raad van Afgevaardigden en werd daarmee de grootste partij in dat orgaan. Rajbansi werd het hoofd van de Indiase gemeenschap met de titel Chief Minister. In 1987 kwam Rajbansi echter ten val als Chief Minister, maar bleef wel aan als voorzitter van de NPP. Bij de verkiezingen van 1989 hield de partij nog maar 8 zetels over. De partij was voorbijgestreefd door Solidariteit. 
Voorafgaande aan de eerste post-apartheidverkiezingen van 1994 werd de NPP door Rajbansi omgevormd tot het Front voor de Minderheden.